# Moore (constructor)
 Moore  va ser un constructor estatunidenc de cotxes de competició. Moore va competir al campionat del món de la Fórmula 1 les temporades 1950, 1951 i 1959. Va disputar només la cursa del Gran Premi d'Indianapolis 500, no competint a cap més prova del campionat del món de la F1.

## Resultats a la F1
| Temporada | Pilot       | Graella | Classificació | Punts | Retirada | Resultats |
| --------- | ----------- | ------- | ------------- | ----- | -------- | --------- |
| 1950      | Lee Wallard | 23      | 6             |       |          | Resultats |
| 1951      | Henry Banks | 17      | 6             |       |          | Resultats |
| 1959      | Bob Veith   | 7       | 12            |       |          | Resultats |